# Adolf Kubát
Adolf Kubát (14. října 1899 Kladno – 3. listopadu 1980, Praha) byl český hobojista, profesor Pražské konzervatoře a spoluzakladatel hudebního tělesa Noneto.

## Život
Pocházel z hudební rodiny učitele Hynka Kubáta (žáka Antonína Dvořáka) v Kladně, v Kladně se také začal učit hudbě a ve studiu pokračoval na Učitelském ústavu. Učil v Kladně, Lidicích, Družci a v Hostivici. Od roku 1922 studoval hru na hoboj na Pražské konzervatoři, jeho absolventský koncert (Joseph Haydn: Koncert C dur s doprovodem České filharmonie) odvysílal v červnu 1929 v přímém přenosu Československý rozhlas. Působil jako profesor na Pražské konzervatoři, mezi jeho žáky patřil například hobojista a skladatel Jaromír Bažant. Svého otce a zakladatele Kladenské filharmonie občas vystřídal u dirigentského pultu. S mnoha hudebními tělesy vystupoval na hoboj v Československu i v zahraničí.